# Chrysochlamys pauciflora
Chrysochlamys pauciflora är en tvåhjärtbladig växtart som beskrevs av Julian Alfred Steyermark. Chrysochlamys pauciflora ingår i släktet Chrysochlamys och familjen Clusiaceae. Inga underarter finns listade i Catalogue of Life.